# Сигулда
Сигулда (произношение) (на латвийски: Sigulda) е град в централна Латвия, намиращ се в историческата област Видземе и е част от административния район Рига. Градът се намира на 53 km от столицата Рига. Сигулда е разположен на река Гауя.

## История
Най-старите находки, доказващи уседнал живот в района на Сигулда датират от 200 г. пр. Хр. и разкриват живота на първите заселници, които се прехранвали със скотовъдство и лов и риболов. В периода 6-7 век територията на града е населявана от балтийското племе земгали.
Ливите, племе с угро-фински произход, се заселват в долината на река Гауя през 11 век. Археологически разкопки са разкрили множество дървени укрепления, сред които Сатеселе, Турайда и Кубеселе. Ливите използвали тези съоръжения, за да се отбраняват от настъпващите немски кръстоносци, които бавно завладявали цялата територия на Латвия. През 13 век ливите са покорени, а земите им поделени между Тевтонския орден и архиепископа на Рига. Границите на двете територии минавала точно през сегашния град Сигулда. Рицарите от Ливонския орден издигат замък, а около него започват да се заселват търговци и занаятчии. По това време градът се споменава в различни документи с името Загеволд. За първи път градът е споменат в „Ливонски римувани хроники“ от периода 12-13 век.
От 1236 до 1583 Сигулда е управляван от Ливонския орден, до момента в който регионите Ливония и Летгале не са превзети от полско-литовските войски по време на Ливонската война. След завладяването на града той се превръща в регионален център. В следващите години градът е сринат до основи на два пъти: по време на шведско-полската война и след това по време на Великата северна война. Старият замък Загеволд е унищожаван всеки път, когато е възстановен и затова след последното му сриване той повече никога не е издигнат. Новият замък Сигулда е построен по поръчка на собственика на района принц Кропоткин в периода 1878-1881 в близост до руините на стария замък.
През 1889 е разкрита железопътната линия Рига-Сигулда-Валка, която спомага за подобряването на икономическото състояние на Сигулда. Близо до новооткритата гара отваря врати и първият хотел в града Зегеволд, в който отсядат множество търговци и туристи. В началото на 20 век в Сигулда има множество сгради, които наподобяват типично швейцарско алпийско градче. По време на Първата световна война почти всички сгради в града са унищожени и повече никога възстановени. След края на войната собствеността на местния барон е отнета и предадена на Латвийската асоциация на писателите и журналистите, които създават център за отдих, а замъкът Сигулда е използван като централа на латвийската преса.
През 1928 година Сигулда получава статут на град.
По време на Втората световна война Сигулда търпи още по-големи поражения: унищожени са железопътната гара, мостът над река Гауя и административни сгради. След края на войната градът е изграден по Плана за възстановяване на Съветския съюз, който включва и построяването на нови сгради, които да подобрят инфраструктурата и социалните услуги в целия район. В периода 1950-1961 градът е административен, икономически и културен център на района.

## Побратимени градове
- Бирщонас, Литва
- Ангус, Шотландия
- Льогстор, Дания
- Щур, Германия
- Фалкьопинг, Швеция
- Кейла, Естония